# Robert Cowen (Pokerspieler)
Robert „Rob“ Cowen (* 1984 oder 1985) ist ein professioneller britischer Pokerspieler aus England. Er ist zweifacher Braceletgewinner der World Series of Poker und gewann 2022 das High Roller der European Poker Tour.

## Persönliches
Cowen ist ein ehemaliger Psychologiestudent und stammt aus Swansea.

## Pokerkarriere

### Werdegang
Cowen spielt seit Juli 2009 Onlinepoker. Derzeit ist er unter den Nicknames robc1978 (PokerStars), ham sandwich (GGPoker) und M.Phelps (Americas Cardroom) aktiv. Mit Turnierpoker erspielte er sich bislang knapp 1,5 Millionen US-Dollar. Den Großteil von knapp einer Million US-Dollar gewann der Brite auf der Plattform PokerStars, auf der er 2020 ein Event der Spring Championship of Online Poker mit einem Hauptpreis von rund 75.000 US-Dollar für sich entschied.
Seine erste Geldplatzierung bei einem Live-Pokerturnier erzielte Cowen im Januar 2008 in Brighton. Nach mehreren kleineren Preisgeldern gewann er im März 2012 im Dusk Till Dawn Poker Club in Nottingham sein erstes Live-Turnier und sicherte sich eine Siegprämie von knapp 10.000 Britischen Pfund. Im Juni 2016 war der Brite erstmals bei der World Series of Poker (WSOP) im Rio All-Suite Hotel and Casino in Paradise am Las Vegas Strip erfolgreich und kam bei zwei Turnieren der Variante No Limit Hold’em in die Geldränge, u. a. belegte er den mit über 30.000 US-Dollar dotierten 345. Platz im Main Event. Während der WSOP 2017, bei der Cowen dreimal auf die bezahlten Plätze kam, gewann er im Venetian Resort Hotel ein Turnier in Omaha Hi-Lo mit einem Hauptpreis von knapp 50.000 US-Dollar. Anschließend blieben größere Erfolge lange aus, ehe der Waliser bei der WSOP 2021 den sechsten Turniertag im Main Event erreichte und dort den mit 163.900 US-Dollar dotierten 39. Rang belegte. Nach seinem Ausscheiden spielte er ein Turnier in Pot Limit Omaha und setzte sich dort gegen 495 andere Spieler durch, wofür Cowen ein Bracelet sowie eine Siegprämie von rund 280.000 US-Dollar erhielt. Mitte März 2022 gewann er auch das High Roller der European Poker Tour in Prag und sicherte sich den Hauptpreis von über 475.000 Euro. Bei der WSOP 2022, die erstmals im Bally’s Las Vegas und Paris Las Vegas ausgespielt wurde, entschied der Waliser das 50.000 US-Dollar teure Pot-Limit Omaha High Roller für sich und erhielt sein zweites Bracelet sowie seine bislang höchste Auszahlung von knapp 1,4 Millionen US-Dollar. Rund zwei Wochen nach diesem Erfolg belegte er bei der Pot Limit Omaha Hi-Lo 8 or Better Championship den mit über 270.000 US-Dollar dotierten dritten Platz.
Insgesamt hat sich Cowen mit Poker bei Live-Turnieren mehr als 3,5 Millionen US-Dollar erspielt.

### Braceletübersicht
Cowen kam bei der WSOP 42-mal ins Geld und gewann zwei Bracelets:
| Jahr | Buy-in (in $) | Turnier                     | Teilnehmer | Preisgeld (in $) |
| ---- | ------------- | --------------------------- | ---------- | ---------------- |
| 2021 | 03.000        | 6-Handed Pot-Limit Omaha    | 496        | 0.280.916        |
| 2022 | 50.000        | High Roller Pot-Limit Omaha | 106        | 1.393.816        |